# Nautilus (onderzeeboot)
Nautilus is de naam van diverse onderzeeboten; genoemd naar de gelijknamige inktvis.

## Eerste onderzeeboot
In opdracht van Napoleon Bonaparte werd de eerste onderzeeboot gebouwd. Deze Nautilus was ontworpen door Robert Fulton. Aan het begin van de negentiende eeuw is dit vaartuig succesvol getest door Fulton.

## Kapitein Nemo
In de roman Twintigduizend mijlen onder zee uit 1870 van Jules Verne heet de onderzeeboot van Kapitein Nemo de Nautilus. Verne koos deze naam naar de eerste onderzeeboot die al in 1803 te water ging. Het is dus niet zo dat latere onderzeeboten met die naam genoemd zijn naar de boot van Nemo.

## USSNautilusSSN571

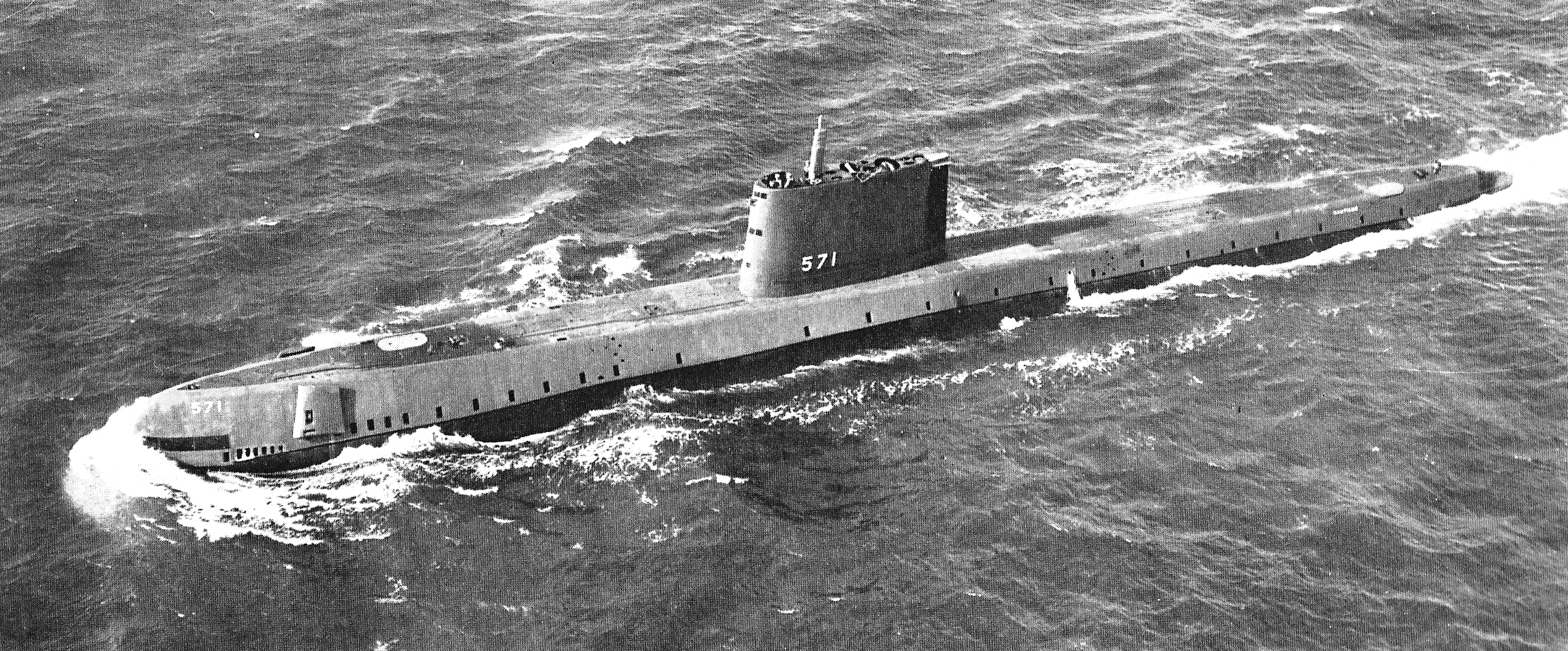
De Nautilus SS 571

De Amerikaanse marine had een onderzeeboot, USS Nautilus, met dezelfde naam in dienst. Nu ligt hij afgemeerd aan een kade van een Amerikaans museum in de stad Groton (Connecticut). Deze duikboot was de eerste door kernenergie aangedreven onderzeeboot van de Amerikaanse marine. Het was tevens het eerste schip, via een tocht onderwater, dat de Noordpool bereikte (3 augustus 1958). 
Ook de fictieve Nautilus van Nemo voer onder het poolijs naar een pool - de Zuidpool. Toen het boek geschreven werd was  Antarctica nog niet goed bekend en Verne wist niet dat de Zuidpool op het land ligt.